# Первенець (Україна)
Пе́рвенець — село в Україні, у Веселинівській селищній громаді Вознесенського району Миколаївської області. Населення становить 140 осіб. Колишній орган місцевого самоврядування — Подільська сільська рада.

## Населення

### Мова
Розподіл населення за рідною мовою за даними :
| Мова       | Кількість | Відсоток |
| ---------- | --------- | -------- |
| українська | 126       | 90.00%   |
| російська  | 12        | 8.57%    |
| білоруська | 1         | 0.72%    |
| румунська  | 1         | 0.71%    |
| Усього     | 140       | 100%     |

## Уродженці
- Бондаренко Микола Миколайович (1972—2015) — прапорщик Збройних сил України, учасник російсько-української війни 2014—2017[3]